# Tylonycteris pachypus
Tylonycteris pachypus е вид прилеп от семейство Гладконоси прилепи (Vespertilionidae). Видът не е застрашен от изчезване.

## Разпространение
Разпространен е в Бангладеш, Бруней, Виетнам, Индия, Индонезия, Камбоджа, Китай, Лаос, Малайзия, Мианмар, Тайланд, Филипини и Хонконг.

## Описание
Теглото им е около 4,1 g.